# Pizzo Galleggione
Pizzo Galleggione är en bergstopp i Schweiz.   Den ligger i regionen Maloja och kantonen Graubünden, i den sydöstra delen av landet, 170 km öster om huvudstaden Bern. Toppen på Pizzo Galleggione är 3 107 meter över havet, eller 463 meter över den omgivande terrängen. Bredden vid basen är 3,8 km.
Terrängen runt Pizzo Galleggione är huvudsakligen bergig, men åt nordost är den kuperad. Runt Pizzo Galleggione är det mycket glesbefolkat, med 3 invånare per kvadratkilometer.. Närmaste större samhälle är Mesocco, 19,7 km väster om Pizzo Galleggione. 
Trakten runt Pizzo Galleggione består i huvudsak av gräsmarker.